# Diana Nemorensis

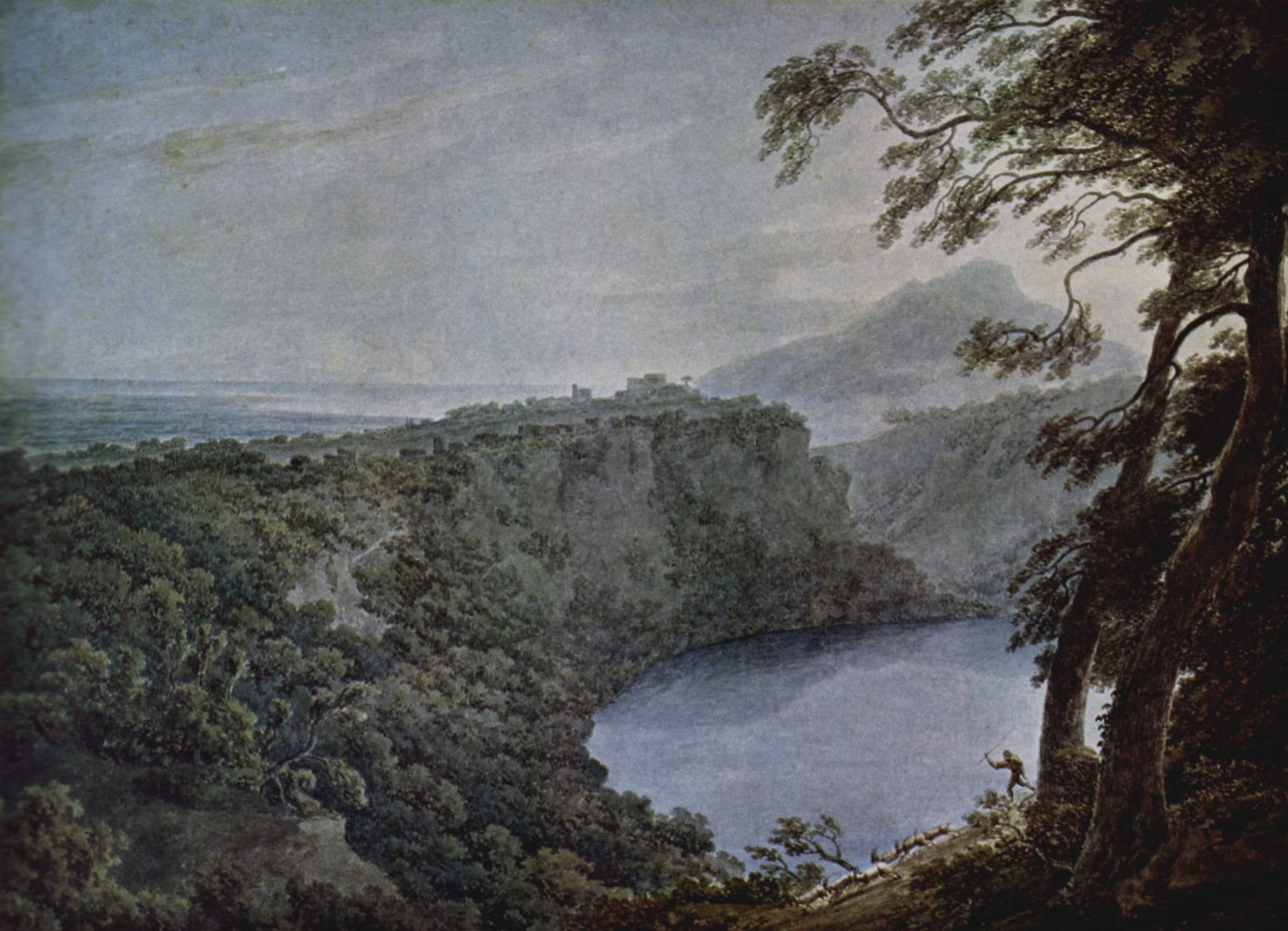
John Robert Cozens, Jezero Nemi, cca 1777

Diana Nemorensis „Diana háje“ či Diana Aricina byla latinská bohyně podobně římské Dianě, ctěná v blízkosti města Aricia v háji, u jezera po něm pojmenovaném Nemorensis Lacus či Dianino zrcadlo. S tímto místem byl spojen i kult nymfy Egerie a místního božstva Virbia. Podle římské pověsti byl kult Diany Nemorensis zaveden po vzoru Artemidy z Tauridy, jejíž obraz byl do Latia přenesen mykénským princem Orestem. Jiná verze jeho původ vidí v řeckém Hippolitovi, ztotožněním s Virbiem. Kult Diany Nemorensis je doložen již z přelomu 6. a 5. století př. n. l. a její chrám byl ústřední svatyní Latinského spolku. Bohyně byla ochránkyní latinských měst. Poté, co byl Latinský spolek poražen Římem, byl zaveden Dianin kult na římském Aventinu a uctívání původní bohyně zatlačeno.
Dianin kněz nazývaný rex Nemorensis, „král háje“, získával svou funkci zabitím svého předchůdce, což mohl učinit pouze uprchlý otrok, který ulomil větev z místního posvátného stromu. Strom byl ztotožňován s tím, ze kterého Aeneas ulomil zlatou ratolest, která jej chránila při cestě do podsvětí. Uprchlý otrok byl také ztotožňován s uprchlým Orestem a jeho souboj s knězem měl odkazovat na lidské oběti přinášené Artemidě z Tauridy. Způsob obsazování tohoto úřadu byl jedním z důvodů pozdějšího úpadku kultu, i když tento způsob nástupu do úřadu však byl zachován ještě v 1. či 2. století.
Diana Nemorensis byla podle Jamese Frazera bohyní lovu, která také zajišťovala hojné potomstvo a snadný porod. Ztotožňuje ji také s římskou Vestou. Její kult byl silně spojen s ohněm, především s užitím pochodní či lamp, a hlavní svátek připadal na 13. srpna, tedy nejteplejší období roku.